# Reproducere umană asistată medical
Reproducerea umană asistată medical (RUAM) reprezintă ansamblul tehnicilor și practicilor clinice sau biologice care permit procrearea în afara procesului natural (lipsind actul sexual), prin intervenția și la indicația medicului. Tehnicile de RUAM sunt folosite atunci când tratamentele obișnuite, hormonale, medicamentoase sau chirurgicale nu dau niciun rezultat. Există mai multe metode de RUAM și practici asociate acestora (inseminarea artificială (IA), fertilizarea in vitro (FIV), transferul de embrioni (TE), mama purtătoare sau de substituție), diferențele fiind date atât de numărul persoanelor implicate în realizarea acestor tehnici, cât și de locul unde are loc fecundarea. Aceste practici au luat amploare deoarece rata sterilității și infertilității cuplurilor este în creștere, 10–15% din cupluri nemaiputând avea copii pe cale naturală. 

## Tehnici de reproducere umană asistată

### Inseminarea artificială (IA)
Inseminarea artificială, efectuată de obicei intrauterin, este o procedură medicală prin care sperma prelucrată este introdusă direct în uter, în scopul creșterii șansei de fertilizare.

### Fertilizarea in vitro (FIV)
Este o tehnică de reproducere asistată în care fertilizarea are loc în afara organismului matern. Fertilizarea in vitro presupune administrarea unui tratament hormonal pentru a stimula ovarele să matureze mai multe ovule și, ulterior, recoltarea acestora prin puncție. Ovulele sunt fertilizate în laborator cu spermă, iar embrionii sunt cultivați în incubator. După câteva zile, cei mai buni embrioni sunt transferați în uter, pentru a se implanta.

### Transferul intrafalopian de gameți (GIFT)
Transferul intrafalopian de gameți este o procedură semiinvazivă reproducătoare identificată de endocrinologul Ricardo Asch care implică îndepărtarea ovulelor femeii și amestecarea lor cu spermă (se creează gameți), urmând introducerea imediată a lor (printr-un tub flexibil și subțire – cateter) într-o trompă uterină printr-o intervenție chirurgicală denumită laparoscopie (sub anestezie generală), permițând ca fertilizarea să aibă loc natural, chiar în uter (ca și în concepția normală). Una dintre principalele diferențe dintre această procedură și fertilizarea in vitro sau transferul intrafalopian de zigoți constă în faptul că procesul de fertilizare are loc în interiorul trompei uterine și nu în laborator.

### Transferul intrafalopian de zigoți (ZIFT)
Transferul intrafalopian de zigoți este o procedură de reproducere umană asistată asemănătoare fertilizării in vitro sau transferului embrionar, care ajută cuplurile infertile să aibă copii. Spre deosebire de transferul intrafalopian de gameți, în care fertilizarea are loc direct în trompele uterine, cel cu zigoți are mai multe șanse de reușită, pentru că fecundarea ovulului se face artificial, în laborator, și abia apoi se injectează în trompele uterine.

### Injectarea intracitoplasmatică de spermatozoizi (ICSI)

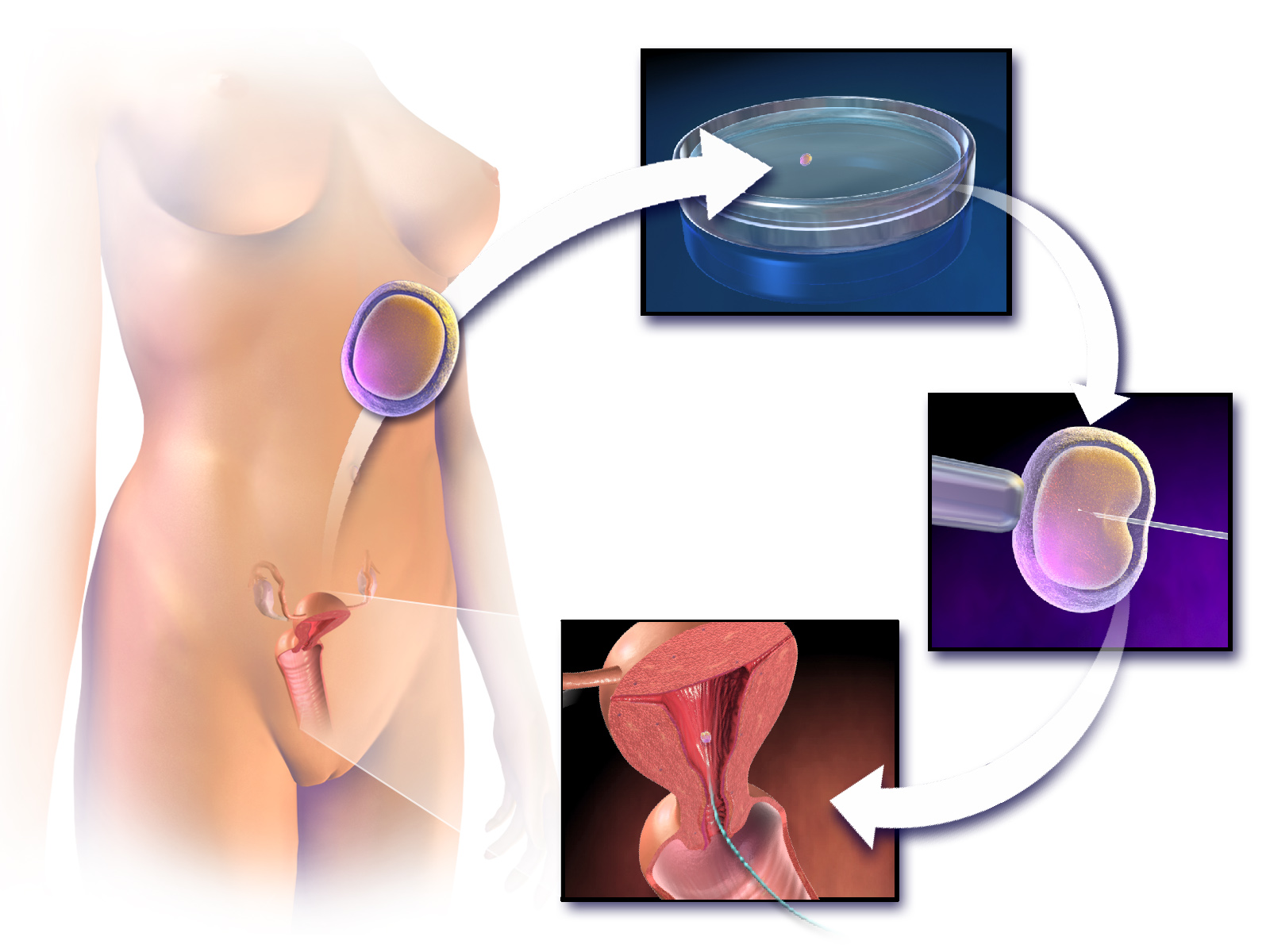
Ilustrație înfățișând injecția intracitoplasmatică cu spermă (ICSI), un exemplu de tehnologie de reproducere asistată

Injectarea intracitoplasmatică de spermatozoizi își are ca principală indicație cauzele de infertilitate masculină, prin această tehnică putând fi selectați spermatozoizii viabili și introduși direct în interiorul gametului feminin (ovocitul). Procedura este realizată sub control microscopic și utilizează dispozitive speciale de micromanipulare (microinjectoare, micropipete).

## Legislație

### Franța
Franța a reglementat domeniul în 1994 printr-o lege de modificare a Codului Civil și a Codului Sănătății Publice. S-a promovat un sistem destul de restrictiv, permițând accesul doar cuplurilor heterosexuale, ca ultimă metodă terapeutică. Donarea de embrioni se permite, ca excepție, doar pentru cupluri căsătorite, embrionii trebuind să provină de la alt cuplu. Se promovează anonimatul donatorului, copilul neavând dreptul să cunoască identitatea acestuia. Sistemul filiației în Franța a suferit un proces de reformare îndelungat, ce încă nu s-a finalizat. S-a renunțat la filiația napoleoniană (legitimă și ilegitimă, în funcție de statutul marital al părinților) și s-a introdus un sistem general pentru toate cazurile (filiația legal stabilită). În cazul RUAM filiația se stabilește prin reguli speciale, fiind foarte important consimțământul informat și prealabil al părților. Este interzis surogatul, filiația în acest caz stabilindu-se după regulile de drept comun. 

### Elveția
Elveția are o reglementare mai vastă, începând cu Constituția (art. 119), Codul Civil și legea specială (1998). Are un sistem și mai restrictiv decât cel francez, tehnicile cu donator de spermă fiind permise doar pentru cupluri căsătorite. Se interzice donarea de ovule și embrioni. În aceste condiții, sistemul filiației nu a suferit modificări, ci doar adaptări pentru soțul care nu a participat cu material genetic. Acesta este considerat tată în urma consimțământului exprimat, fără posibilitatea răsturnării paternității în justiție. Deși legea protejează donatorul, nu garantează dreptul la anonimat, dreptul la informare și la cunoașterea originii fiind superior. Viitorul copil va putea accede la dosarul său, la vârsta de 18 ani, însă donatorul nu poate fi contactat fără acordul său, în virtutea dreptului la viață privată.

### Italia
Italia a adoptat legea în 2004, fiind foarte restrictivă. Sunt interzise tehnicile heterologe, nefiind admisă folosirea de material genetic care nu aparține cuplului. Accesul este permis doar cuplurilor heterosexuale. Copiilor născuți astfel, fiind rude de sânge cu părinții, li se aplică regulile de drept comun pentru stabilirea filiației, iar acțiunea în tăgada paternității este interzisă în acest caz.

### Germania

Donarea de spermă a unei metode transgender - ceașcă

În Germania se permite accesul cuplurilor heterosexuale și doar donarea de spermă. Se impune consimțământul, acesta având ca efect direct stabilirea filiației față de copil. Embrionii sunt considerați persoane umane din momentul concepției, aceștia neputând fi creați decât în scopul de a fi folosiți la reproducere. Donatorul nu este protejat din punct de vedere al identității, datorită consacrării constituționale a dreptului cunoașterii originii. Filiația se stabilește față de părinții care și-au exprimat consimțământul. Există posibilitatea de a se stabili filiația față de donator, ca părinte biologic,  acesta nefiind protejat de lege, dar obligațiile părintești rămân în sarcina bărbatului care și-a exprimat consimțământul pentru conceperea copilului.

### Ucraina
În Ucraina reproducerea umană asistată medical este reglementată de Codul Familiei. În conformitate cu articolul 123 al Codului respectiv, în cazul procreării umane cu ajutorul mamei surogat prin FIV cu ovocitele donate și materialul genetic al tatălui biologic (soț), cuplul căsătorit sunt declarați părinți al copilului. În acest caz se depune consimțământul legalizat la notar  al mamei surogat pentru înscrierea în certificatul de naștere a cuplului căsătorit ca părinții copilului. În ceea ce privește donarea de ovocite, donatoarea semnează consimțământul pentru donarea voluntară și faptul că nu va avea pretenții asupra materialului genetic donat.
Ordinul Ministerului Sănătății nr. 787 din 9 septembrie 2013 descrie în detaliu aspectele non-juridice ale domeniului reproducerii umane asistate. Acestea includ indicații pentru maternitatea surogat și FIV cu ovocite donate, lista de investigații și teste medicale obligatorii, cerințele pentru mama surogat și donatoarea de ovocite, reglementările, aspectele de confidențialitate ale acestor proceduri.

### Anglia
Anglia este unul din puținele state europene cu o legislație permisivă. Există legi speciale pentru surogat și RUAM, ultima fiind radical modificată în noiembrie 2008. Se permite accesul cuplurilor heterosexuale, cuplurilor de femei și femeilor singure. Se permite donarea de gameți și de embrioni, însă, prin noua lege din 2008, donarea nu mai este anonimă, existând dreptul copilului la cunoașterea originii. Pentru copii proveniți din tehnici cu donatori se impune prin lege trecerea în certificatul de naștere a mențiunii „cu donator”. Pentru cuplurile de femei s-a creat un sistem special de filiație (primul părinte și al doilea părinte). Mai mult, în școli nu mai este permisă folosirea cuvintelor de mamă și tată, ci doar cel de părinte, pentru a se evita discriminarea copiilor cu părinți de același sex. Sunt permise atât surogatul, cât și reproducerea post-mortem.

### Spania
Spania este altă țară cu legislație permisivă, având reglementări apropiate de cele din Anglia. În Spania donarea se face sub anonimat, copii concepuți astfel fiind ca și cei naturali. Este interzis surogatul, dar este permisă reproducerea post-mortem.

### Belgia
Belgia are o reglementare care datează din 2007, constând în lege specială și o secțiune consacrată în Codul Civil. Legislația este permisivă, având acces cuplurile heterosexuale, cuplurile de femei și femeile singure. Este permisă donarea de gameți și embrioni, sub anonimat. Se păstrează intacte regulile de filiație de drept comun. Prin legea specială se creează cadrul juridic prin care filiația de drept comun se poate aplica (legăturile de filiație se stabilesc în exclusivitate în sarcina părinților beneficiari, în urma consimțământului exprimat, rupându-se definitiv orice legătură de filiație între copil și părinții biologici donatori).